# Rami Kaib
Rami Kaib (Nyköping, 8 maggio 1997) è un calciatore svedese naturalizzato tunisino, difensore dell'Halmstad in prestito dall'Elfsborg.

## Statistiche

### Presenze e reti nei club
Statistiche aggiornate al 7 luglio 2023.
| Stagione          | Club              | Campionato        | Campionato | Campionato | Coppe nazionali | Coppe nazionali | Coppe nazionali | Coppe continentali | Coppe continentali | Coppe continentali | Supercoppe | Supercoppe | Supercoppe | Totale | Totale |
| Stagione          | Club              | Comp              | Pres       | Reti       | Comp            | Pres            | Reti            | Comp               | Pres               | Reti               | Comp       | Pres       | Reti       | Pres   | Reti   |
| ----------------- | ----------------- | ----------------- | ---------- | ---------- | --------------- | --------------- | --------------- | ------------------ | ------------------ | ------------------ | ---------- | ---------- | ---------- | ------ | ------ |
| 2016              | Elfsborg          | A                 | 5          | 0          | CS              | 1               | 0               | -                  | -                  | -                  | -          | -          | -          | 6      | 0      |
| 2017              | Elfsborg          | A                 | 4          | 0          | CS              | 2               | 0               | -                  | -                  | -                  | -          | -          | -          | 6      | 0      |
| 2018              | Elfsborg          | A                 | 23         | 0          | CS              | 2               | 0               | -                  | -                  | -                  | -          | -          | -          | 25     | 0      |
| 2019              | Elfsborg          | A                 | 9          | 1          | CS              | 4               | 0               | -                  | -                  | -                  | -          | -          | -          | 13     | 1      |
| 2020              | Elfsborg          | A                 | 16         | 0          | CS              | 0               | 0               | -                  | -                  | -                  | -          | -          | -          | 16     | 0      |
| Totale Elfsborg   | Totale Elfsborg   | Totale Elfsborg   | 57         | 1          |                 | 9               | 0               |                    | -                  | -                  |            | -          | -          | 66     | 0      |
| 2020-2021         | Heerenveen        | ED                | 15         | 0          | CO              | 3               | 1               | -                  | -                  | -                  | -          | -          | -          | 18     | 1      |
| 2021-2022         | Heerenveen        | ED                | 23+2       | 0          | CO              | 3               | 0               | -                  | -                  | -                  | -          | -          | -          | 28     | 0      |
| 2022-2023         | Heerenveen        | ED                | 21         | 1          | CO              | 3               | 0               | -                  | -                  | -                  | -          | -          | -          | 24     | 1      |
| Totale Heerenveen | Totale Heerenveen | Totale Heerenveen | 61         | 1          |                 | 9               | 1               |                    | -                  | -                  |            | -          | -          | 70     | 2      |
| 2023              | Djurgården        | A                 | 0          | 0          | CS              | 0               | 0               | UECL               | 0                  | 0                  | -          | -          | -          | 0      | 0      |
| Totale carriera   | Totale carriera   | Totale carriera   | 118        | 2          |                 | 18              | 1               |                    | -                  | -                  |            | -          | -          | 136    | 3      |